# Марио Жеков
Марин Жеков Тодоров, познат с творческият си псевдоним Марио Жеков, е български художник, оценяван като един от най-изтъкнатите майстори на морския пейзаж.
Марио Жеков е роден е на 16 октомври 1898 г. в Стара Загора. В този град завършва училище и с наставленията на вуйчо си, вече опитния художник Васил Маринов, рисува няколко акварела, които прави през 1915 г. на брега на Дедеагач. По стечение на обстоятелствата през 1917 г. е мобилизиран и изпратен на фронта. Когато при Дойран попада в плен, френски офицер, заинтересувал се от неговите дарби, го съветва да отиде да учи изобразително изкуство и живопис във Франция.
През есента на 1918 г. постъпва в Държавното художествено индустриално училище в София, което през следващата година напуска. През 1920 г. заедно със своя по-млад колега и съгражданин Никола Аръшев (1895 – 1984) организира малка изложба в Стара Загора. По-късно след кратко пребиваване като художник-декоратор във Варненския театър заминава за Цариград с намерението да отпътува за Франция. Поради недостиг на средства се установява в този град, рисувайки десетки рисунки и акварели, и оформя своето поприще на маринист, подписвайки творбите си с творческото си име Марио.
В края на пролетта на 1924 г. най-после заминава за Париж и се записва във френска художествена академия, където се заинтересува от дейността на галериите и стила на импресионизма. През 1925 г. е поканен в известната по онова време Централна компания за живопис и декорация, като работи за нея в Париж, Ница и Ривиерата. Есента на 1926 г. художникът се завръща в България. Рисува на Българското Черноморие, на плажове на Созопол и Несебър. През 1927 г. работи в Пловдивския театър и усвоява сценографията. През август 1932 г. по покана за участие в изложба на варненските художници той отива в морската столица. Тук краткото му запознанство отпреди десетина години с художника Георги Велчев (1891 – 1955) ще се превърне в приятелство до края на живота им. Едно друго познанство с Ярослав Хокеш води през 1933 г. до три изложби в Прага.
През 1936 г. Марио Жеков заминава за Далмация и твори в Дубровник. Работите му носят популярност и самостоятелни изложби в Белград, Загреб, Будапеща и Букурещ. През 1940 г. рисува пейзажи от Балчик, Каварна, Калиакра и Шабла. През 1941 г. заминава за Гърция, за Беломорието, посещава Охрид. Пътува до Кавала, за да изпише нейните клатещи се гемии в пристанищата, тишината на остров Хиос и красотата на Тасос, величието на Самотраки или интимността на Охридското езеро.
През 1943 г. с помощта на Пенчо Балкански организира една от последните си изложби. След това освен за изложбите си и сценографията отделя време и за рекламния отдел на новото предприятие „Балкантурист“.
Марин Жеков Тодоров умира на 3 август 1955 г. в София.